# Kunstgeschwister
Diese Liste von Kunstgeschwistern (Geschwister, die Eingang in die Kunstgeschichte gefunden haben oder in einem künstlerischen Beruf tätig waren/sind), zeigt blutsverwandte Schwestern und Brüder. Geteiltes Erbgut und Aufwachsen im gleichen Milieu begünstigten dabei eine Arbeitsteilung und Kooperationen zwischen Geschwistern im Kunstbetrieb oder in einem künstlerischen Beruf.
Der Begriff wird als Kunstbrüder oder Kunstschwestern auch benutzt, um lediglich geistige Verwandtschaft auszudrücken.

## A

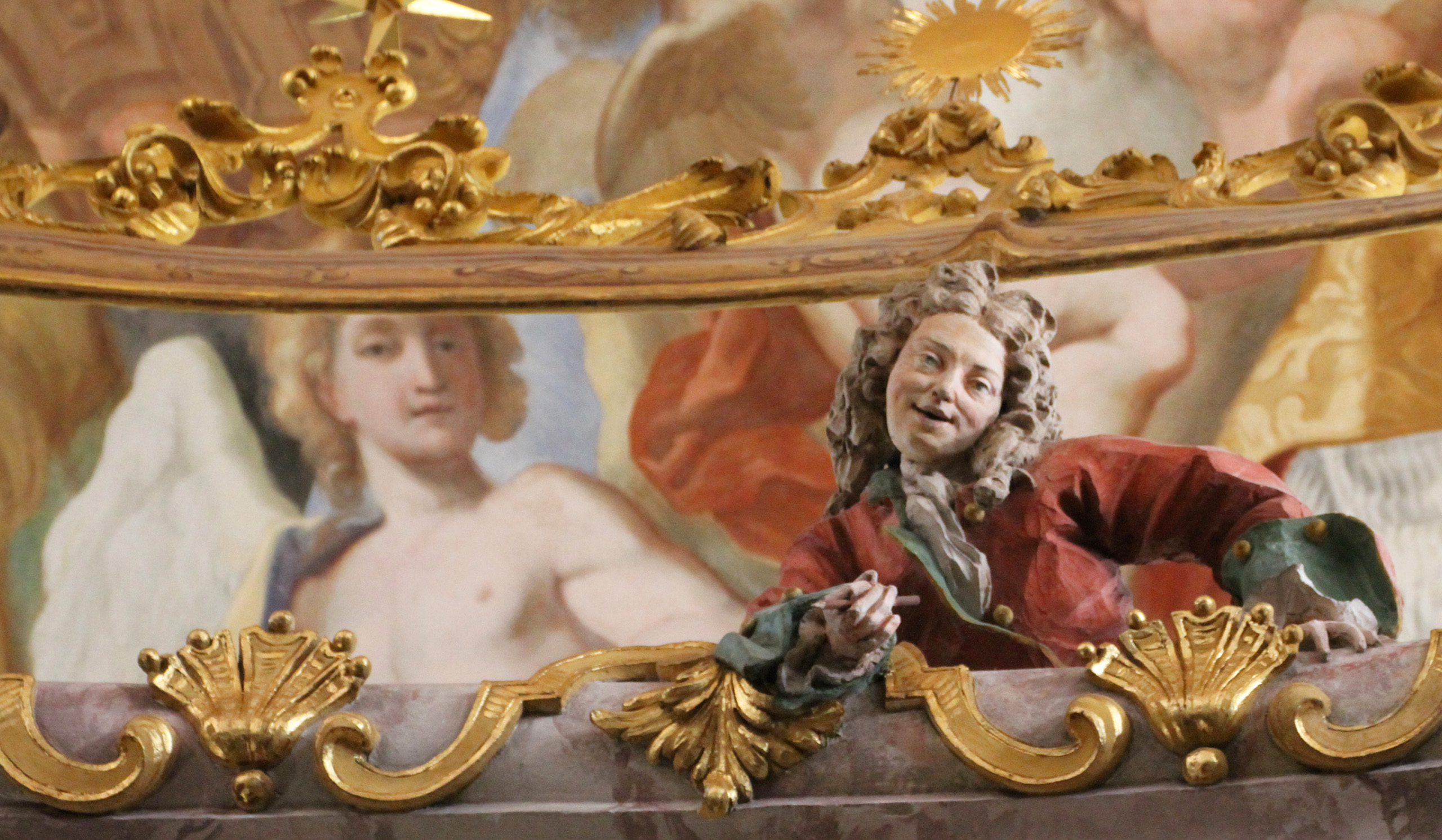
Die beiden Kunstgeschwister Egid Quirin Asam (links im Deckengemälde) und Cosmas Damian Asam (rechts als Stuck-Skulptur) in der Klosterkirche Weltenburg

- Benno, Franz, Eugen und Julius Adam
- Marie-Claire Alain, Olivier Alain und Jehan Alain
- Anton Johann Albrechtsberger und Johann Georg Albrechtsberger
- Hendrik Andriessen und Willem Andriessen
- Louis Andriessen und Jurriaan Andriessen
- Giovanni Francesco Anerio und Felice Anerio
- Anna, Elena, Europa, Lucia, Minerva und Sofonisba Anguissola
- Brüder Asam mit Cosmas Damian Asam und Egid Quirin Asam
- Johannes Ilmari Auerbach und Cornelia Schröder-Auerbach

## B

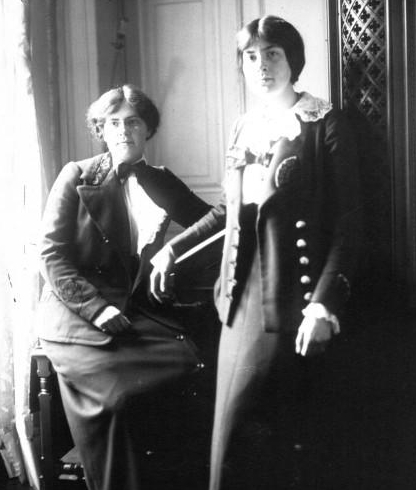
Nadia Boulanger und Lili Boulanger im Jahr 1913

- Johann Christoph Bach, Johann Jacob Bach und Johann Sebastian Bach
- Wilhelm Friedemann Bach, Carl Philipp Emanuel Bach und Johann Gottfried Bernhard Bach
- Francesco und Leandro Bassano
- Giovanni Bellini und Gentile Bellini
- Giuseppe Besozzi und Alessandro Besozzi
- Tatjana Blacher und Kolja Blacher
- The Blackwood Brothers aus den Brüdern Roy Blackwood, Doyle Blackwood und James Blackwood
- Petr und Erik van Blokland
- Kristina Böhm und Katharina Böhm
- Antonio Maria Bononcini und Giovanni Bononcini
- Nadia Boulanger und Lili Boulanger
- Ronan & Erwan Bouroullec
- Ambrosius Bosschaert der Jüngere, Abraham und Johannes Bosschaert
- Riccardo Broschi und Farinelli (Carlo Maria Michelangelo Nicola Broschi)
- Jan und Pieter Brueghel
- Dawid und Wladimir Burljuk

## C
- Agostino und Annibale Carracci
- Henri Casadesus und Marius Casadesus
- Francesco Casanova und Giovanni Battista Casanova
- Achille, Livio und Pier Castiglioni
- Sydney Chaplin und Charlie Chaplin (Halbbrüder)
- Jake und Dinos Chapman
- Keyvan Chemirani und Bijan Chemirani
- Giovanni Paolo Cima und Andrea Cima
- Sean Connery und Neil Connery
- Enrique Crespo und Carlos Crespo

## D
- Fridolin Dallinger und Gerhard Dallinger
- Gerhart Darmstadt und Hans Darmstadt
- Thomas Christian David und Lukas David
- Bart Defoort und Kris Defoort
- Christian Wilhelm Ernst Dietrich und Maria Dorothea Wagner
- Stephan Diez und Frank Diez als Diez Brothers
- Albrecht, Endres und Hans Dürer
- Marcel, Suzanne und Raymond Duchamp
- Jean und Raoul Dufy
- Jean-Louis Duport und Jean-Pierre Duport

## F
- Giuseppe Fedeli und Ruggiero Fedeli
- Klaus Feldmann und Rainer Feldmann
- Johann Michael Feuchtmayer und Franz Joseph Feuchtmayer
- Joseph-Hector Fiocco und Jean-Joseph Fiocco
- Ádám Fischer und Iván Fischer
- Lodovico Fogliano und Giacomo Fogliano
- Daniel und Karl Fohr
- Marcantonio Franceschini und Petronio Franceschini
- Aretha Franklin, Carolyn Franklin und Erma Franklin
- Harry Fuchs, Joseph Fuchs und Lillian Fuchs

## G
- Hans Gansch und Thomas Gansch
- Lorenzo Ghielmi und Vittorio Ghielmi
- Diego Giacometti und Alberto Giacometti
- Jelisaweta Grigorjewna Gilels und Emil Gilels
- Christian von der Goltz, Gottfried von der Goltz und Kristin von der Goltz
- Rico Gulda und Paul Gulda (Halbbruder)
- Konstantin und Tamara Grcic
- Marita Gründgens und Gustaf Gründgens
- Friedrich Grützmacher und Leopold Grützmacher
- Don Grusin und Dave Grusin
- Louis Gurlitt, Emanuel Gurlitt und Cornelius Gurlitt

## H

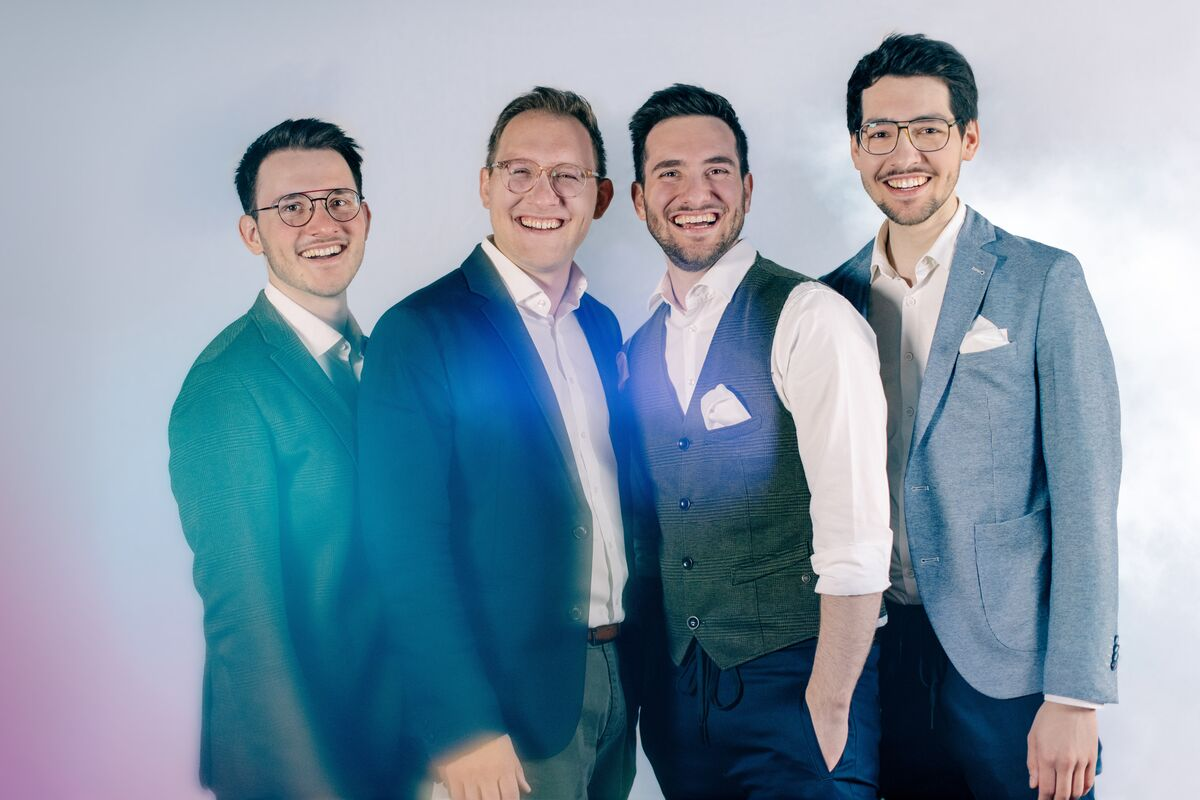
Die Hanke Brothers sind vier regelmäßig gemeinsam konzertierende Kunstgeschwister, hier im Jahr 2024

- Dorkas Reinacher-Härlin und Käte Schaller-Härlin
- Frans und Dirck Hals
- Hanke Brothers mit David, Lukas, Jonathan und Fabian Hanke
- Veit Harlan und Peter Harlan
- Carl Hauptmann und Gerhart Hauptmann
- Michael Haydn, Johann Evangelist Haydn und Joseph Haydn
- Leicester Hemingway und Ernest Hemingway
- Heiner Hesse, Bruno Hesse und Martin Hesse
- Sigmund und Hans Holbein der Ältere
- Ambrosius Holbein und Hans Holbein der Jüngere

## J

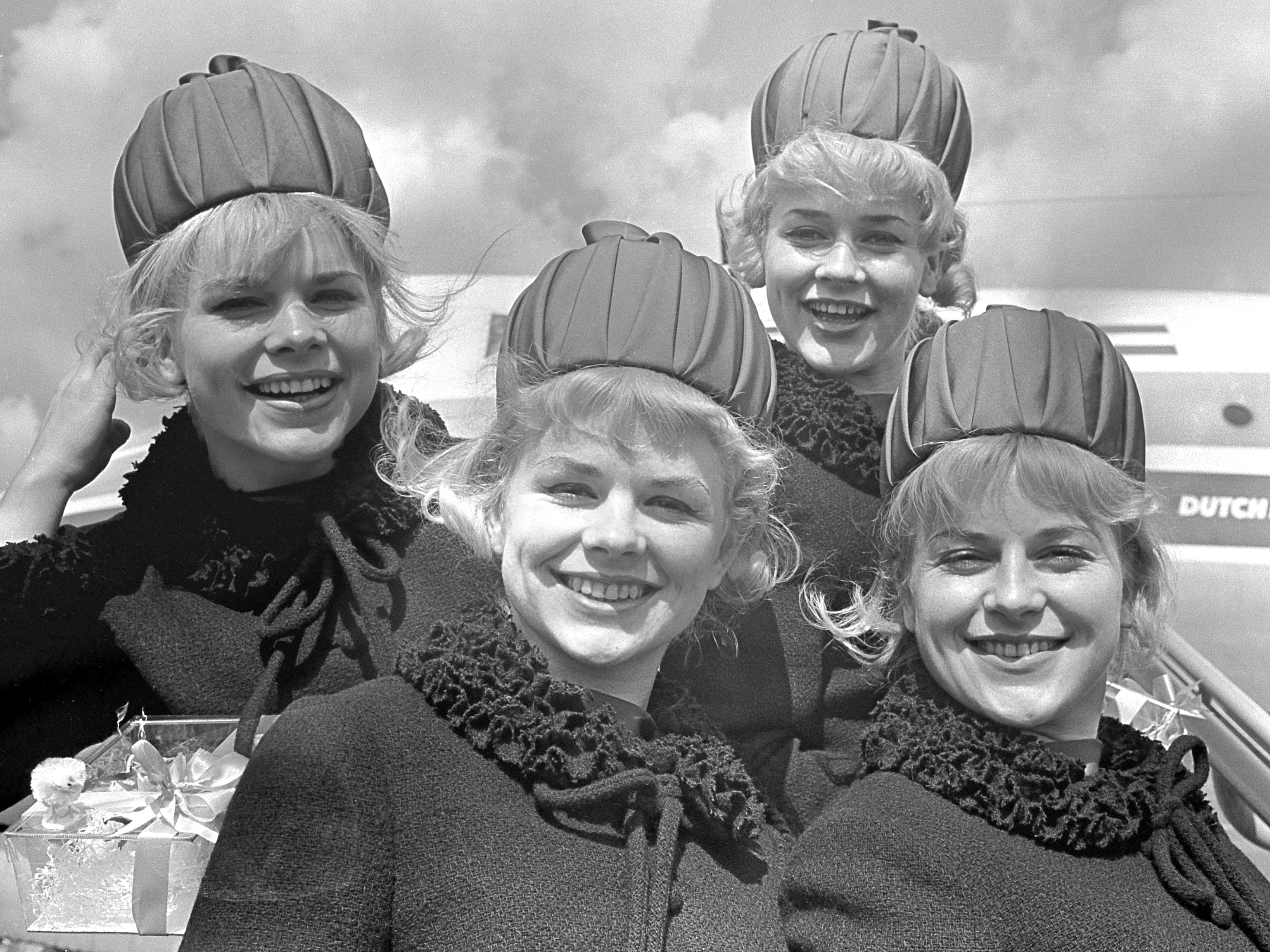
Die Jacob Sisters 1965

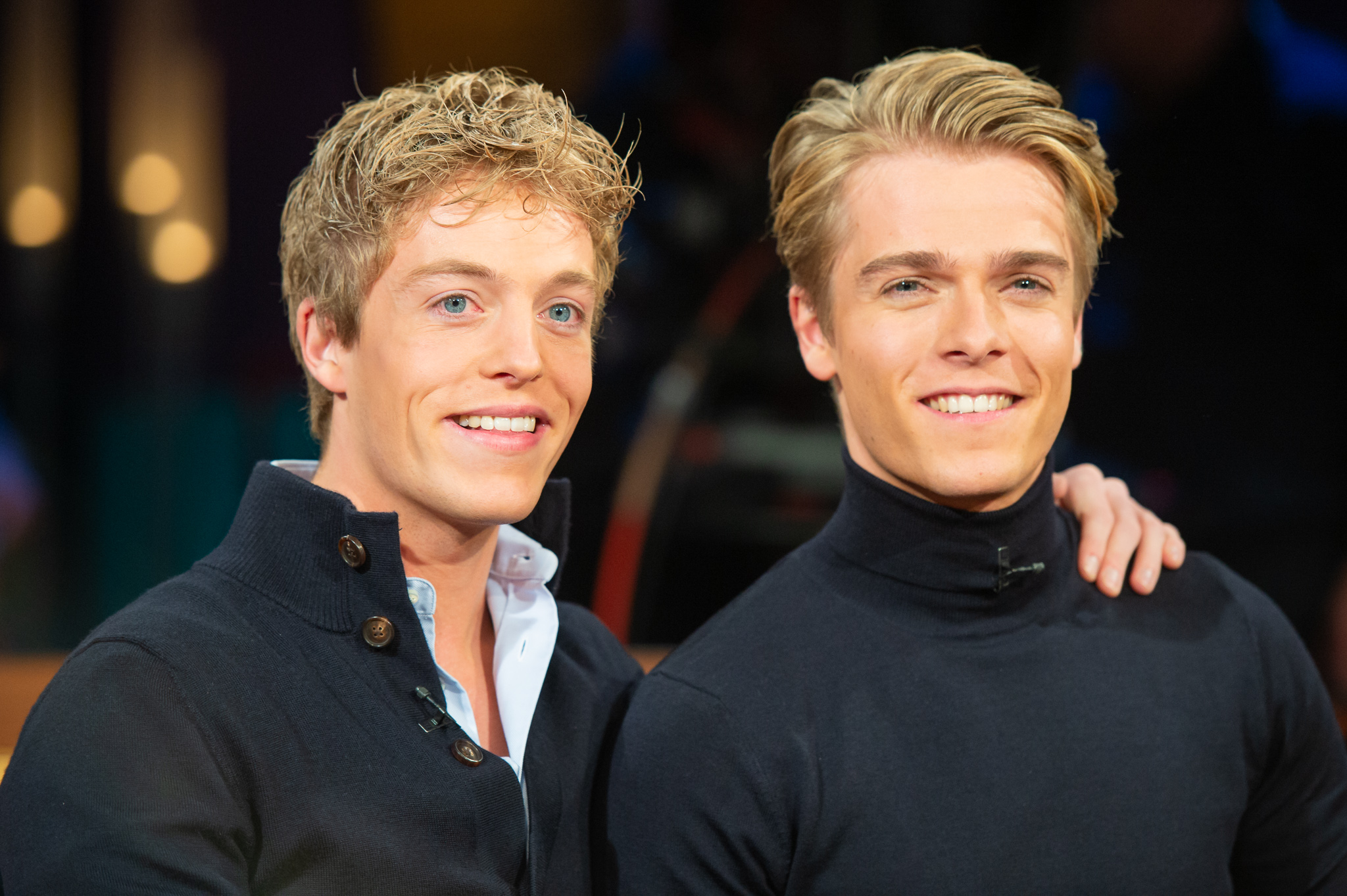
Lucas & Arthur Jussen treten als Kunstgeschwister gemeinsam am Klavier auf

- Michael Jackson, Janet Jackson, Jackie Jackson, Marlon Jackson, Tito Jackson und Jermaine Jackson
- Jacob Sisters mit den Geschwistern Johanna Jacob, Rosi Jacob, Eva Jacob und Hannelore Jacob
- Lucas & Arthur Jussen

## K

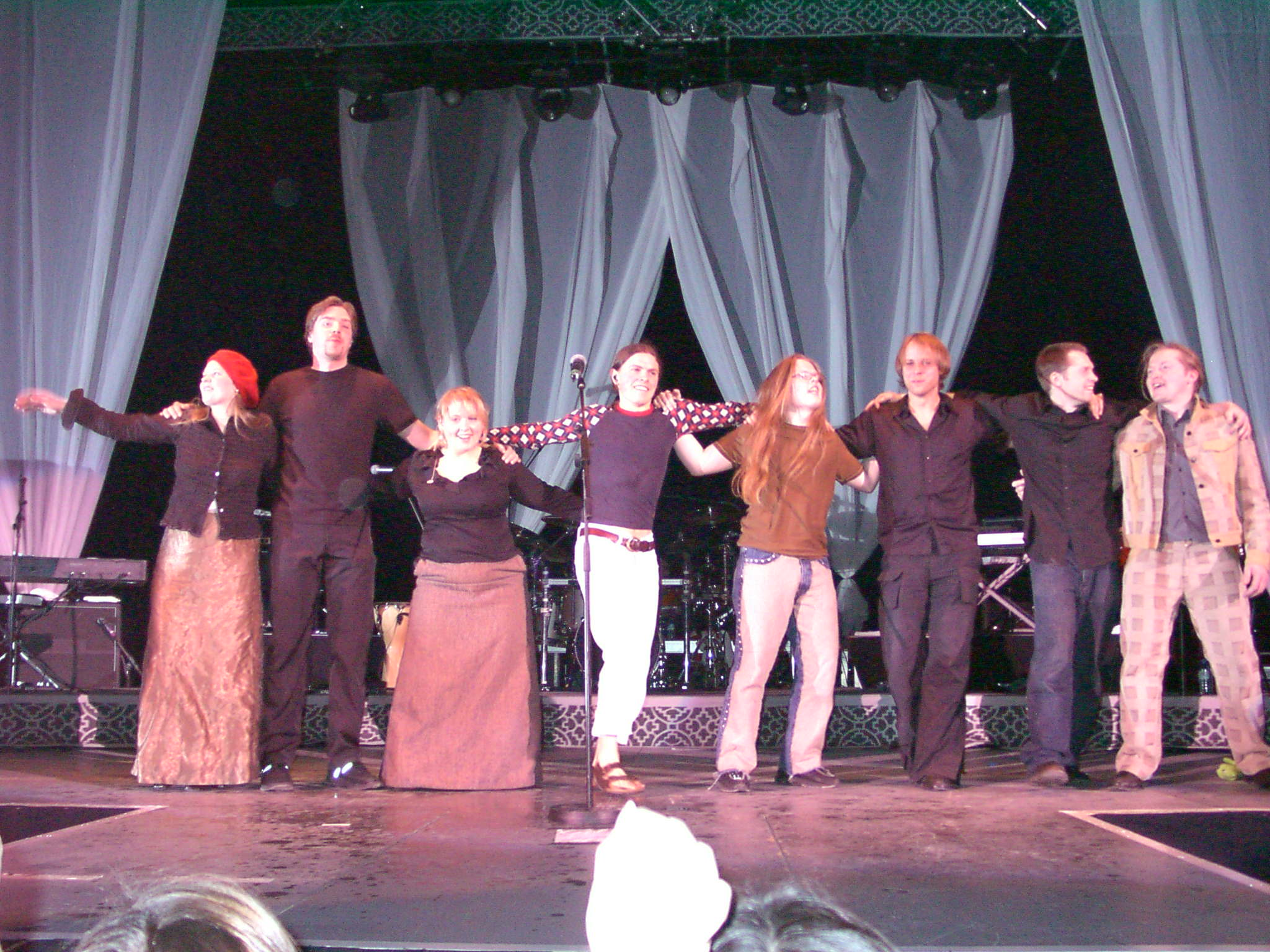
The Kelly Family als Musikgruppe setzte sich vor allem aus zahlreichen Kunstgeschwistern zusammen. Elf von den insgesamt dreizehn Geschwistern werden zur Musikgruppe gerechnet. Hier ein Foto der Musiker in München aus dem Jahre 2002.

- Wolfgang von Karajan und Herbert von Karajan
- The Kelly Family unter anderem aus Angelo Kelly, Michael Patrick Kelly Paul Kelly und Kathy Kelly
- Georg Kempff und Wilhelm Kempff
- Ernst, Georg und Gustav Klimt
- Mari Kodama & Momo Kodama
- Barend und Marinus, Johannes und Hermanus Koekkoek
- Klavierduo Kolodochka
- Aloys Kontarsky, Alfons Kontarsky und Bernhard Kontarsky
- Sigiswald Kuijken, Wieland Kuijken und Barthold Kuijken
- Rainer Kussmaul und Jürgen Kussmaul
- Johannes und Eduard Kutrowatz

## L
- Katia und Marielle Labèque
- Hannes Läubin, Bernhard Läubin und Wolfgang Läubin
- Pietro Paolo Laurenti und Girolamo Nicolò Laurenti
- Brüder von Limburg
- Maik und Dirk Löbbert

## M

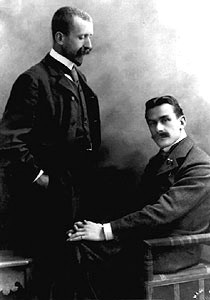
Thomas Mann und Heinrich Mann

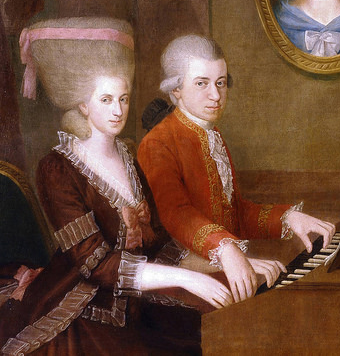
Wolfgang Amadeus Mozart mit seiner Schwester Maria Anna Mozart

- Christian Mali und Johannes Cornelis Jacobus Mali
- Giuseppe Manfredini und Vincenzo Manfredini
- Thomas Mann und Heinrich Mann
- Alessandro Marcello und Benedetto Marcello
- Ziggy Marley und Stephen Marley
- Ken-David Masur und Carolin Masur (Halbgeschwister)
- Erhard Mauersberger und Rudolf Mauersberger
- Domenico Mazzocchi und Virgilio Mazzocchi
- Felix Mendelssohn Bartholdy und Fanny Hensel
- Alessandro Melani und Atto Melani
- Yehudi Menuhin und Hephzibah Menuhin
- Claudio Monteverdi und Giulio Cesare Monteverdi
- Luigi Moretti und Federico Moretti
- Tobias Moretti und Gregor Bloéb
- Edda Moser und Kai Moser
- Benjamin Moser und Johannes Moser
- Maria Anna Mozart und Wolfgang Amadeus Mozart
- Hans Multscher und Heinrich Multscher
- Claudia und Julia Müller

## N
- Giovanni Bernardino Nanino und Giovanni Maria Nanino
- Christina und Michelle Naughton
- Melchior Neusidler und Conrad Neusidler

## O
- Jimi Blue Ochsenknecht und Wilson Gonzalez Ochsenknecht
- Albert und Markus Oehlen
- Ferhan & Ferzan Önder

## P
- Anthony & Joseph Paratore
- Güher und Süher Pekinel
- Anna Peters und Pietronella Peters

## Q
- Christian Quadflieg und Roswitha Quadflieg

## R
- Liesbeth und Angelique Raeven alias L.A. Raeven
- Franz und Johannes Riepenhausen
- Daniel Röhn und Anja Röhn
- Heinrich Romberg und Cyprian Romberg
- Pepe Romero, Celin Romero und Angel Romero; als Gruppe Los Romeros
- Carl Rütti und Praxedis Hug-Rütti

## S
- Giovanni Battista Sammartini und Giuseppe Sammartini
- Francesco Scarlatti und Alessandro Scarlatti
- Pietro Filippo Scarlatti und Domenico Scarlatti
- Wilhelm und Rudolf Schadow
- Hans und Kurt Schmitt
- Joseph Schmuzer und Franz Schmuzer
- Walter Schneiderhan und Wolfgang Schneiderhan
- Ludwig und Martin Schongauer
- Magnus Schriefl und Matthias Schriefl
- Franz Schubert und Ferdinand Schubert
- Gerhard Schulz,  Wolfgang Schulz und Walther Schulz
- Christian Schulz und Emanuel Schulz
- Kiki und Seton Smith
- Giovanni Battista Somis und Giovanni Lorenzo Somis
- Doug und Mike Starn
- Klavierduo Stenzl aus Hans-Peter Stenzl und Volker Stenzl
- Simon Stockhausen und Markus Stockhausen (Halbbruder)
- Théodore Strawinsky und Soulima Stravinsky

## U
- Franz und Michelangelo Unterberger

## W
- Nike Wagner, Iris Wagner und Daphne Wagner
- Anna und Ines Walachowski
- Julian Lloyd Webber und Andrew Lloyd Webber
- Philipp Wolfrum und Karl Wolfrum

## Y
- Ernst Yelin und Rudolf Yelin der Jüngere

## Z
- Johann Baptist Zimmermann und Dominikus Zimmermann
- Vinzenz Jakob von Zuccalmaglio und Anton Wilhelm von Zuccalmaglio
- Eduard Zuckmayer und Carl Zuckmayer